# Дом Бакшеева
Дом Бакше́ева — деревянный двухэтажный особняк в Хамовниках, построен в 1903 году по проекту владельца художника Василия Бакшеева. Пейзажист прожил в этом доме 55 лет и создал в нём бо́льшую часть работ зрелого периода своего творчества. Дом Бакшеева стал местом встреч передвижников и других советских художников.
По состоянию на 2018 год здание отреставрировано, является нежилым. В результате ремонта большая часть исторического облика была утрачена.

## История

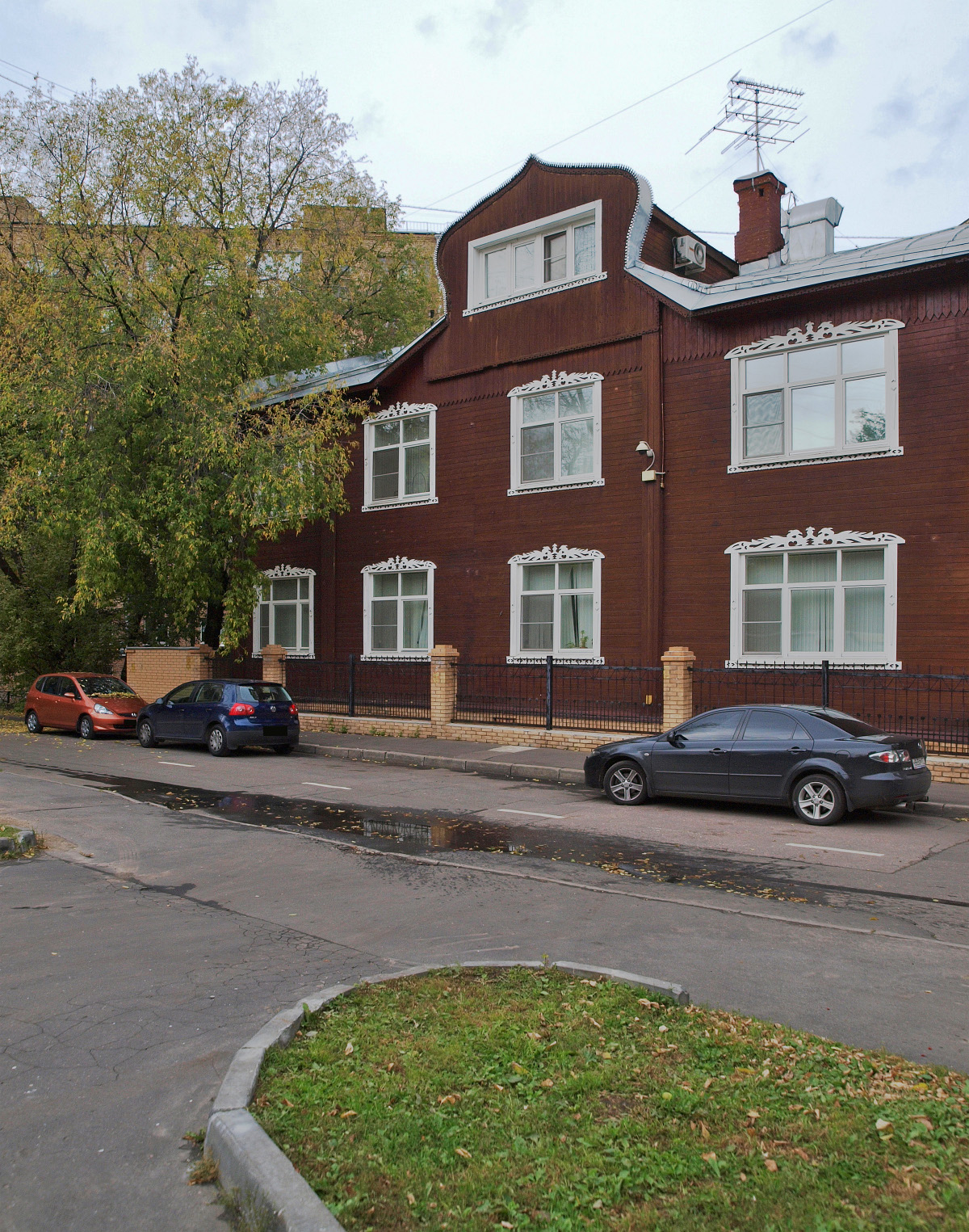
Мезонин и окно бывшей мастерской, 2015

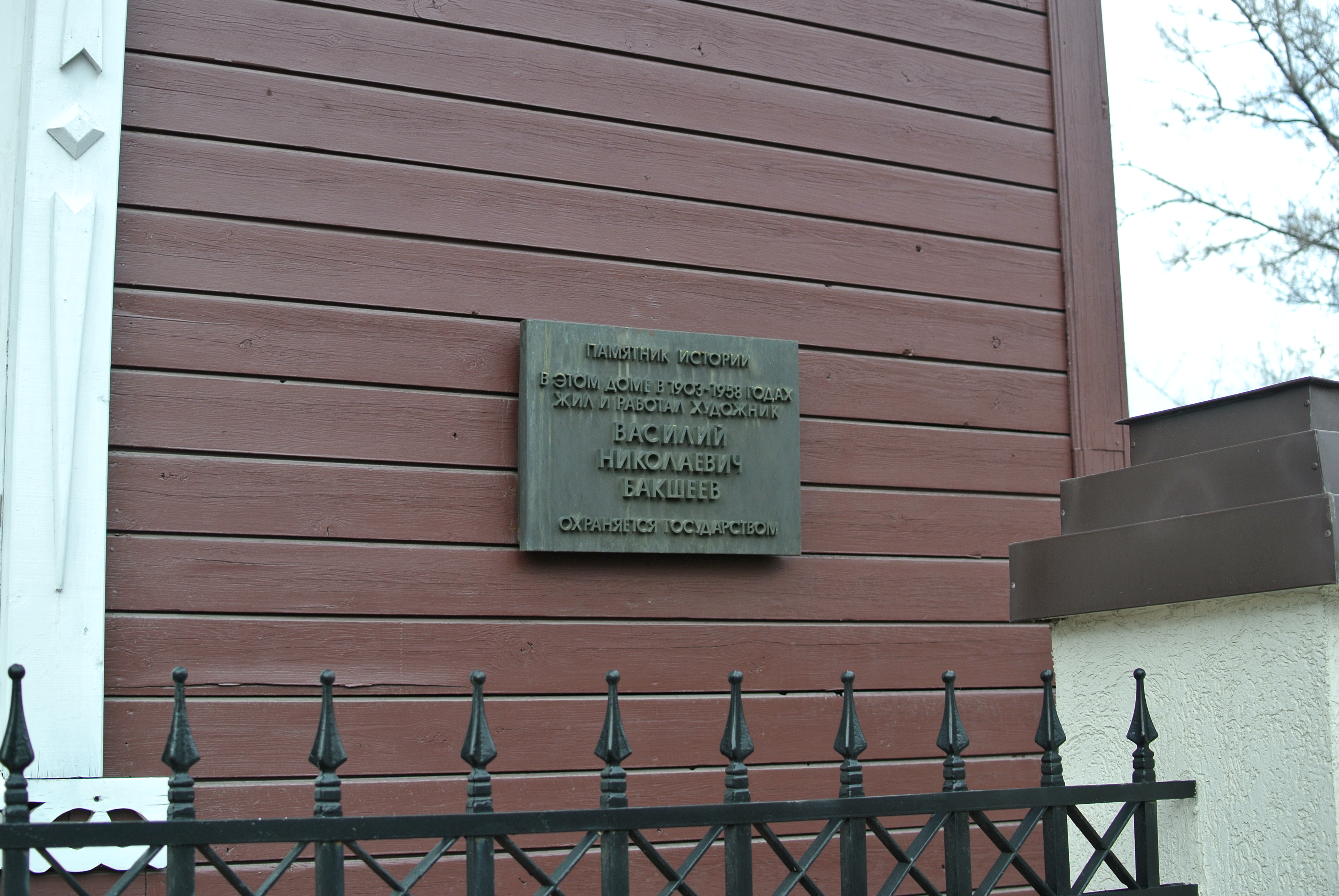
Мемориальная табличка, 2015

### Строительство
Особняк был построен на Мухиной горе — исторической местности на берегу Москвы-реки, которую в настоящее время занимает Ростовская набережная. Художник Василий Бакшеев купил участок во 2-м Благовещенском переулке в 1901 году. В начале XX века «это было тихое место с прекрасным видом на Москву-реку, на Дорогомилово, с садами и оврагами».
Согласно воспоминаниям дочери, Анны Васильевны Бакшеевой, дом построили в 1903 году по совместному проекту художника и его друга архитектора Василия Борина. Двухэтажное деревянное здание с мезонином было выдержано в стиле традиционной русской архитектуры. Окна украшены резными наличниками в виде сказочных птиц, мастеров для работы приглашали из Владимирской губернии. На участке также расположили сарай, сторожку, погреб и прачечную.
Особое внимание было уделено внутренней отделке. Резьбу стенных панелей выполнил художник Сергей Малютин по старинным образцам. Он же помогал в отделке интерьеров:
Квартиру с увлечением украшали сами. Печи, стены, потолки расписывали папа и С. В. Малютин <...> Папа в столовой потолок серебряными звёздами расписывает, а маленькая восьмилетняя Маруська масляными красками по трафарету квадратики на панели в столовой раскрашивает.
Второй этаж занимала мастерская — благодаря большому окну мезонина в ней было всегда много света.

### След в культуре
На протяжении более чем полувека дом Бакшеева был местом встреч советских художников. После смерти владельца в 1962 году на доме была установлена памятная табличка.
Подвал дома Бакшеева послужил вдохновением для первых литературных опытов поэта Терентія Травніка. В мемуарах он вспоминает:
В годы моего детства в доме Бакшеева жила, по слухам, его сестра, видимо, одна на весь дом, да ещё прислуга. Дом был загадочным. Ходили слухи о подземных ходах под ним и даже о кладах <...> да ещё какие слухи!